# Maurice Payret-Dortail
Maurice Payret-Dortail, né en 1874 et mort en 1929, est un architecte français.

## Biographie
Maurice Payret-Dortail est né le 10 juillet 1874  à Lisieux d'un père marchand-quincaillier ; il est le frère aîné de Louis Payret-Dortail, peintre, et le petit-fils, par sa mère, de Jules Doesnard (1826-1911), peintre et photographe normand, fondateur en 1860 de l’école de dessin de Lisieux.
Élève à l'École nationale supérieure des beaux-arts, Maurice Payret-Dortail a notamment comme professeur l'architecte Victor Laloux.
Entre 1908 et 1910, il réalise le groupe scolaire de la Saussaye à Neuilly-sur-Seine.
Participant à de nombreux concours, il est récompensé par plusieurs prix, comme celui de la ville de Paris en 1913. Après la Première Guerre mondiale, il travaille surtout pour la ville de Paris et pour l'Office public d'habitation à bon marché de la Seine, engagé par Henri Sellier dans son équipe, président de l'office et maire de Suresnes, dont il dessine par ailleurs la maison. Partisan du nouvel urbanisme social, sensible aux idées hygiénistes de son temps (circulation de l'air, déchets ménagers, fluidité des déplacements), il prise aussi les techniques de construction innovantes (par exemple les préfabriqués en béton de mâchefer), qui permettent d'abaisser les coûts, et ce dans une perspective d'industrialisation des travaux. Il réalise ces projets en lien avec la société Robur. Dans son esprit, les habitats doivent s'équilibrer entre immeubles et pavillons, séparés par de larges voies arborées, et être dotés d'équipements hygiéniques (eau chaude, baignoire, séchoir, laverie, toilettes intérieures, évier-vidoir pour les ordures) et de confort (isolation thermique et sonore). Ses projets ne sont pas bâtis ex nihilo mais doivent s'imbriquer dans un réseau de transports efficace (proximité avec les lignes de bus et de tramway, garages à vélos, motos et automobiles).
Maurice Payret-Dortail conçoit notamment la cité-jardin de l'Aqueduc à Arcueil-Cachan et celle du Plessis-Robinson, cette dernière étant dans l'entre-deux-guerres la plus vaste du département de la Seine, avec 104 hectares, et dotée du plus grand nombre de logements (2200 au total). Dans le 15e arrondissement de Paris, il réalise une partie du programme de logements sociaux de la rue des Quatre-Frères-Peignot, comportant des appartements de une à quatre pièces. Pour ce chantier, il se distingue en utilisant des redans, avec des escaliers extérieurs entre chaque corps de bâtiment, desservant les logements à chaque demi-palier. Enfin, il est aussi l'architecte de la cité Payret-Dortail au 13, rue de Châtillon à Vanves, avec des réalisations extérieures soignées (polychromie notamment), le premier projet de la cité de l'Aéroport à Bourges ou encore le lycée Paul-Langevin à Suresnes (qui porte initialement son nom),,.
Il meurt en 1929 de la fièvre typhoïde. Les chantiers qu'il a engagés sont achevés par son collaborateur, l'architecte Georges Demay (successeur de Paul Sédille).

Œuvres de Maurice Payret-Dortail
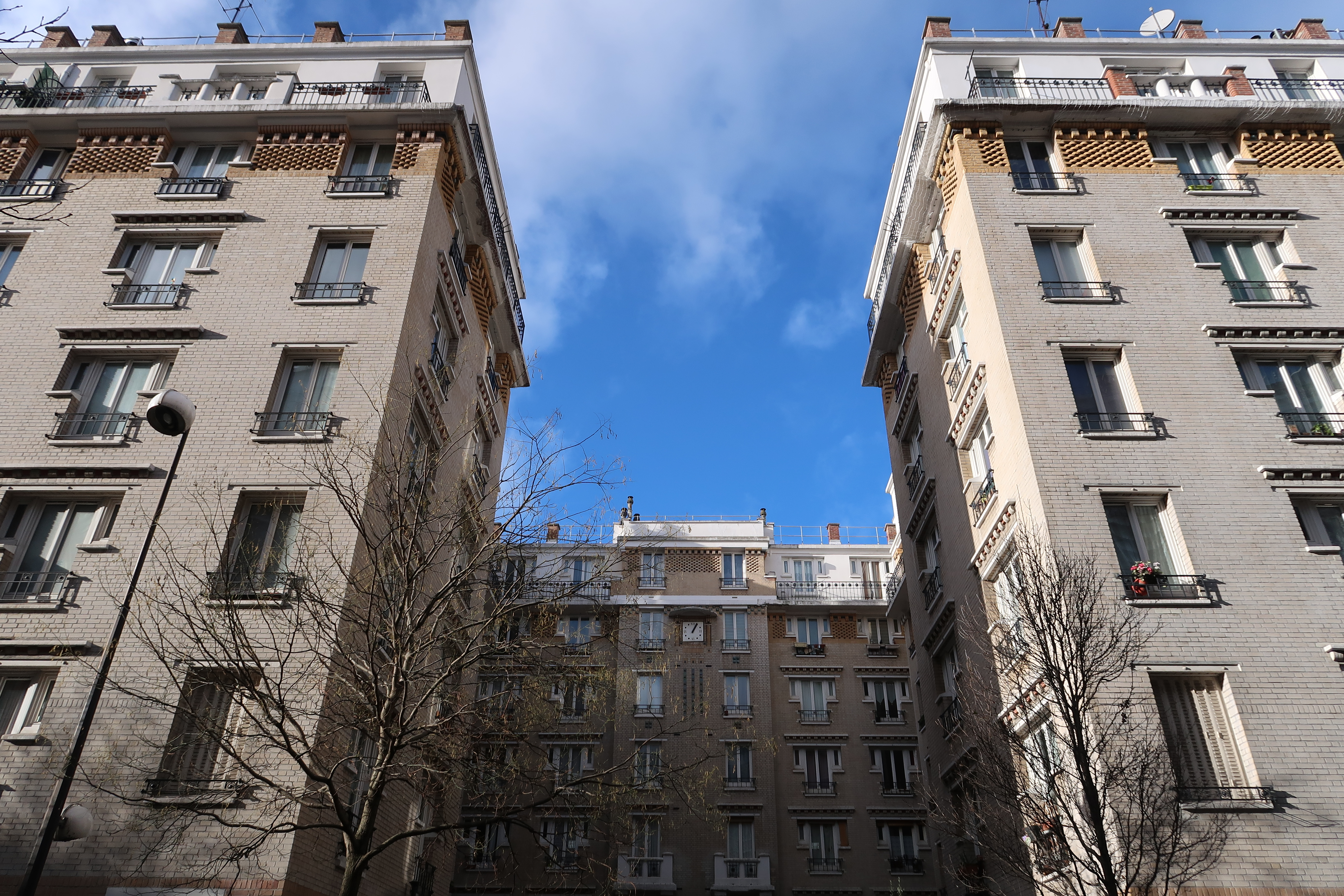
20-22 rue des Quatre-Frères-Peignot (Paris).
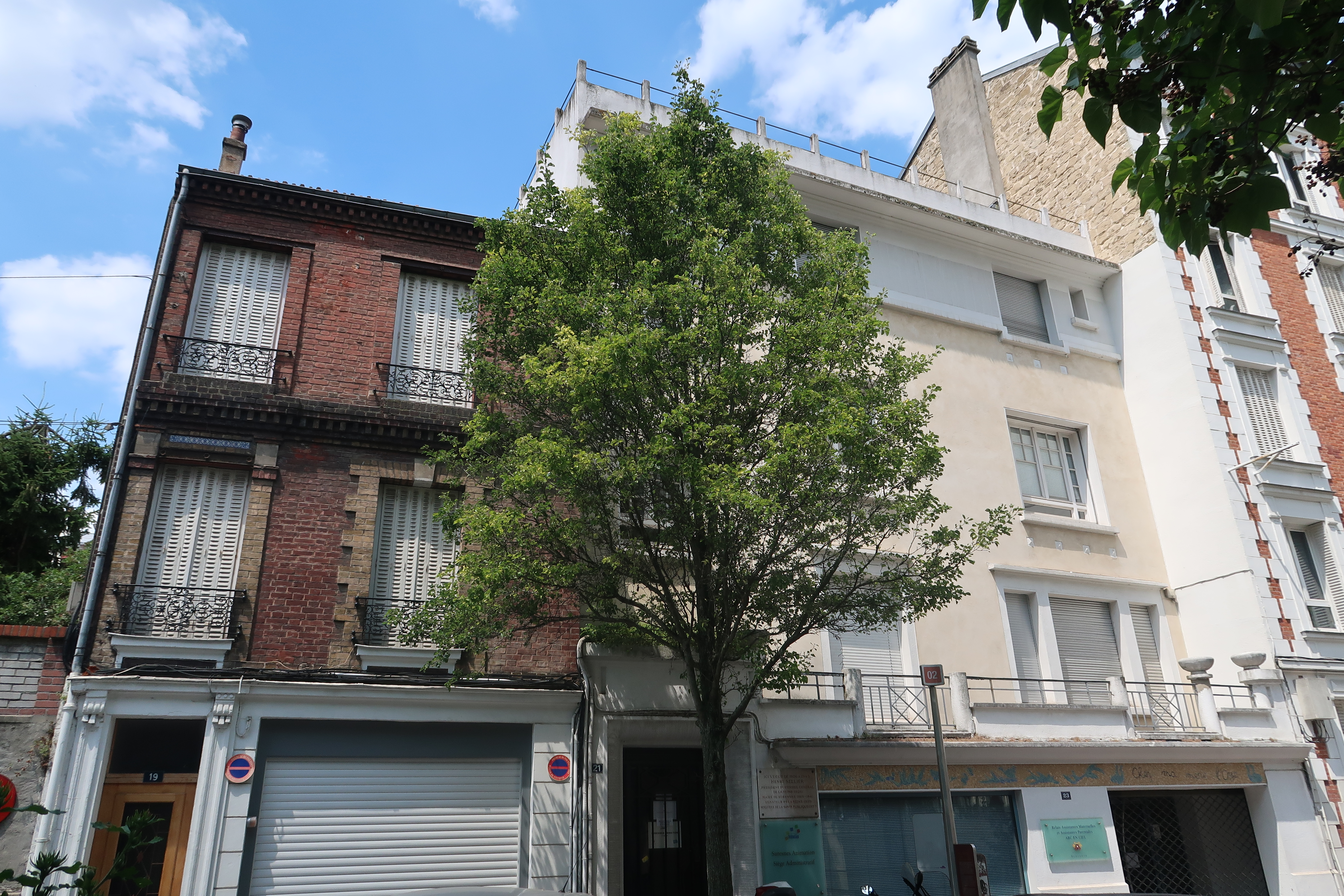
Maison d'Henri Sellier au 23, rue Merlin-de-Thionville à Suresnes (à droite).
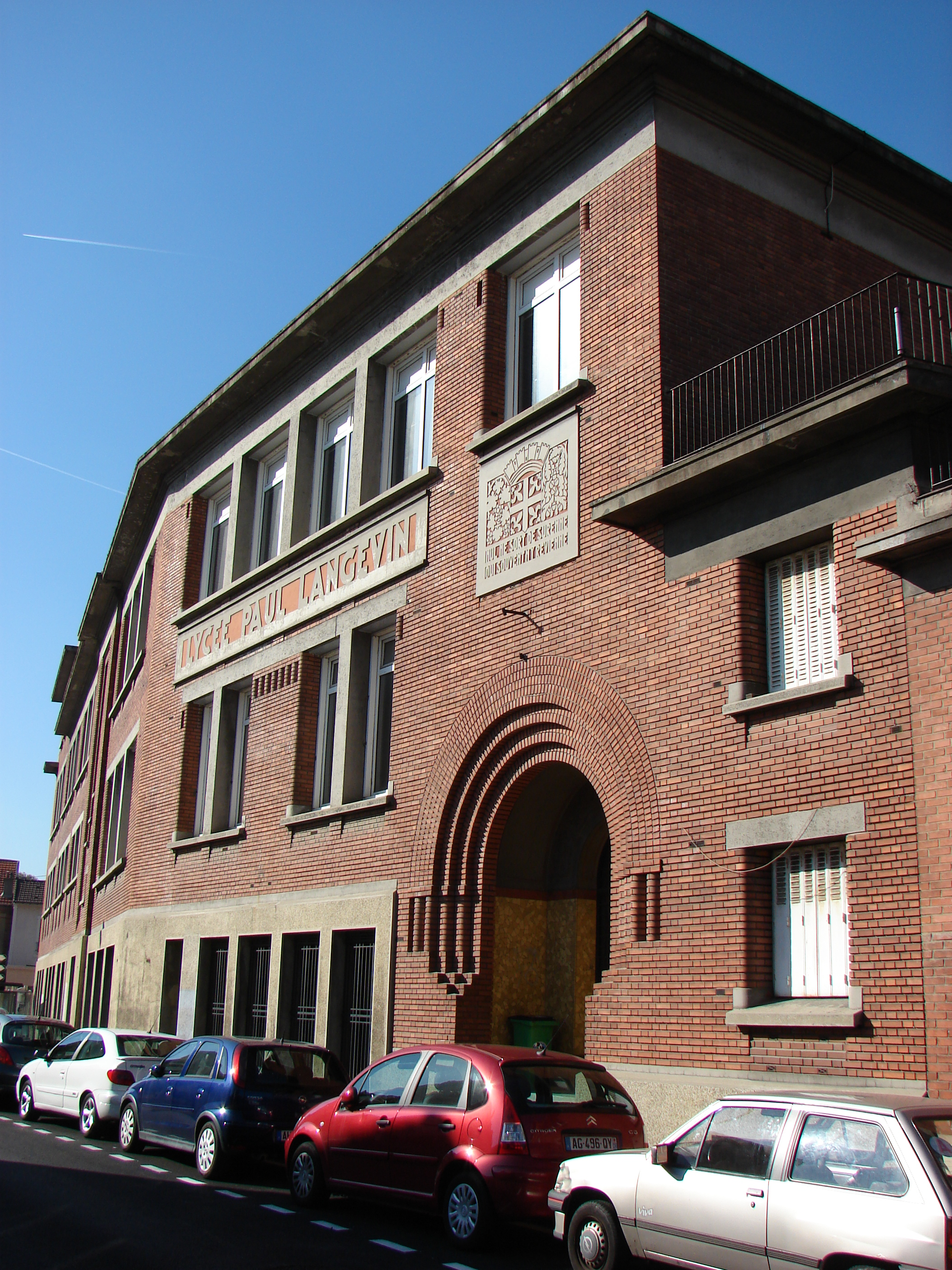
Le lycée Paul-Langevin à Suresnes.

## Hommages

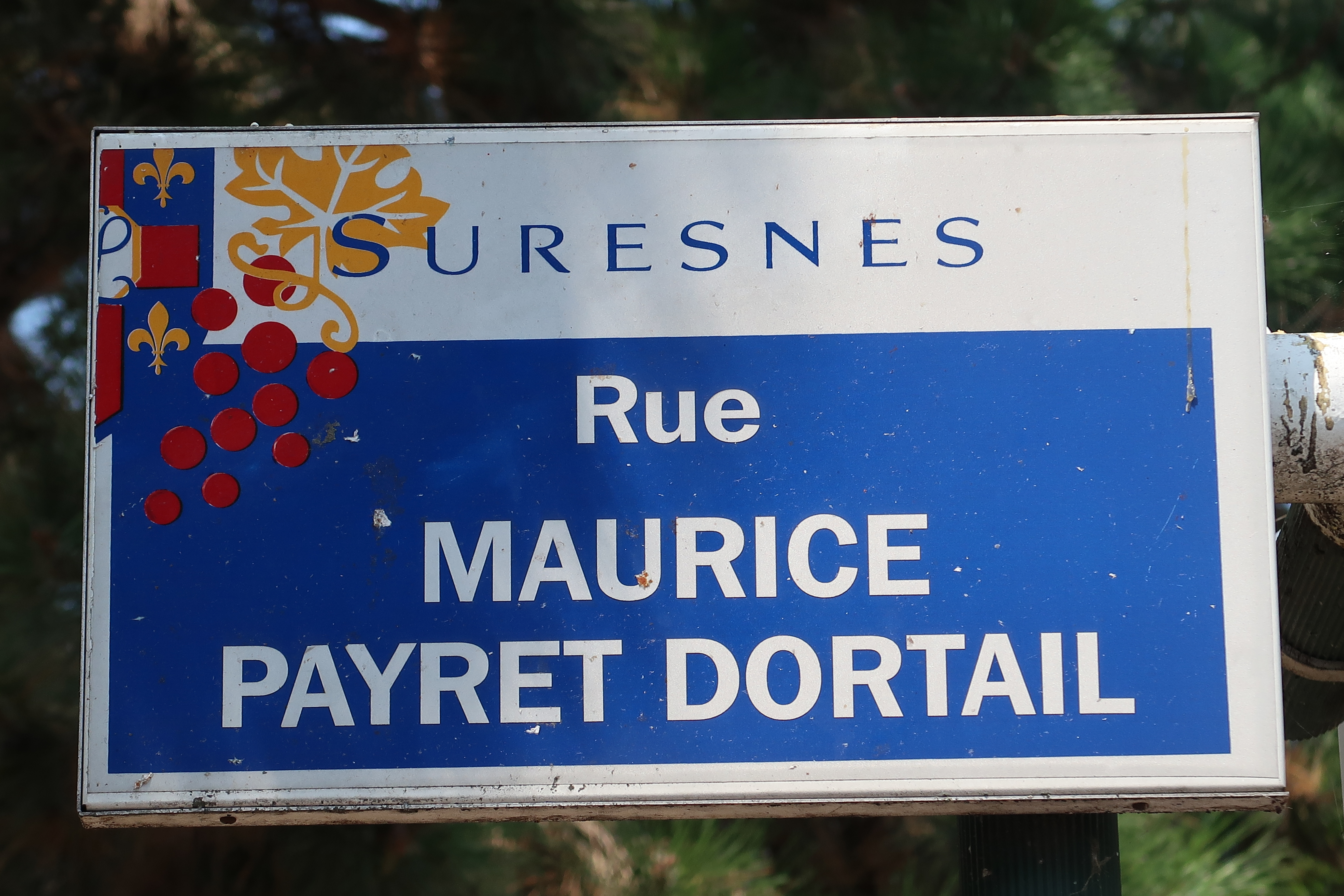
Plaque de la rue Maurice-Payret-Dortail à Suresnes.

- Place Maurice Payret-Dortail au Plessis-Robinson (Hauts-de-Seine) ;
- Rue Maurice Payret-Dortail à Suresnes (Hauts-de-Seine), sur un ancien segment de la rue Voltaire, longeant le lycée qu'il a conçu[8] ;
- Square Maurice Payret-Dortail, Vanves (Hauts-de-Seine).